# Памятник Алексию II
Памятник Алексию II — памятник Святейшему Алексию II, Патриарху Московскому и всея Руси, основателю Йошкар-Олинской и Марийской епархии. Открыт 4 августа 2010 года, расположен в Йошкар-Оле, на Патриаршей площади. Является первым в России и мире памятником Патриарху.
В настоящее время предстоятель православия также монументально изображён в Москве, на острове Валаам, в Витебске, Таллине, Йыхви, Минске, Новгороде, Сортавале и Новочебоксарске.

## История создания
11 июня 1993 года решением Священного Синода РПЦ из состава Казанской епархии была выделена Йошкар-Олинская и Марийская епархия. Уже 24 июля 1993 года с визитом в Йошкар-Олу прибыл Патриарх Московский и всея Руси Алексий II, а 25 июля 1993 года в храме Рождества Пресвятой Богородицы в селе Семёновка, во время Божественной литургии Патриархом был совершен обряд архиерейской хиротонии архимандрита Иоанна (Тимофеева) в епископа Йошкар-Олинского и Мариийского.
В знак памяти Святейшего Патриарха, по инициативе Главы Республики Марий Эл — Леонида Игоревича Маркелова, народным художником России, скульптором Андреем Ковальчуком была создана бронзовая скульптура Алексия II. Статуя отлита в городе Жуковском Московской области. Вес памятника — 1,6 т, высота — более 3,5 м, материал — бронза. Торжественное открытие и освящение состоялось 4 августа 2010 года. Памятник установлен на Патриаршей площади, образованной 29 октября 2010 года.

## Описание
Памятник представляет собой однофигурную композицию: на гранитном постаменте — бронзовая полноростовая фигура Святейшего Алексия II во внебогослужебном облачении (в длинной рясе, на груди — панагия с образом Богоматери, на голове — куколь, расшитый серафимами). Левой рукой патриарх опирается на посох, а в правой руке держит расправляющего крылья голубя, как символ праздника Благовещения. Взгляд Патриарха обращен на Воскресенскую набережную и Православные Церкви и Соборы, расположенные на противоположной стороне реки Малой Кокшаги, начало строительства и восстановления которых относится к периоду его патриаршества. На постаменте — надпись: 
Святейший Алексий II
Патриарх Московский и всея Руси
Основатель Йошкар-Олинской и
Марийской Епархии